# Setaphis carmeli
Setaphis carmeli är en spindelart som först beskrevs av O. Pickard-Cambridge 1872.  Setaphis carmeli ingår i släktet Setaphis och familjen plattbuksspindlar. Inga underarter finns listade i Catalogue of Life.